# كراسنوارميسك (مقاطعة موسكو)
كراسنوارميسك، موسكو أوبلاست (بالروسية: Красноармейск) هي إحدى مدن روسيا في الكيان الفدرالي الروسي موسكو أوبلاست.